# Zvenyhorodka
Zvenyhorodka (ukrajinsky Звенигородка, rusky Звенигородка – Zvenigorodka) je město v Čerkaské oblasti na Ukrajině. Leží na řece Hnylyj Tikyč ve střední části Ukrajiny. V roce 2011 v něm žilo 18 330 obyvatel.
Poblíž města vede železniční trať Smila – Chrystynivka.